# Fabian Lustenberger
Fabian Lustenberger (Nebikon, 2 mei 1988) is een voormalig Zwitsers voetballer die bij voorkeur als defensieve middenvelder speelde. Hij verruilde in 2019 Hertha BSC voor BSC Young Boys, waar hij uitgroeide tot aanvoerder.

## Clubcarrière
Lustenberger werd op zeventienjarige leeftijd bij het eerste elftal van FC Luzern gehaald. Hij werkte zich al snel op tot basisspeler. Na 35 competitiewedstrijden in het shirt van Luzern vertrok hij op 10 augustus 2007 naar Hertha BSC, dat anderhalf miljoen euro veil had voor de defensieve middenvelder. In zijn eerste seizoen speelde hij 24 wedstrijden in de Bundesliga. In december 2007 scoorde hij zijn eerste doelpunt in de Bundesliga tegen FC Nürnberg. Hij bleef de club trouw toen ze in 2010 en 2012 naar de 2. Bundesliga degradeerden. In 2013 steeg Hertha BSC opnieuw naar de Bundesliga. Op 2 augustus 2013 werd hij aangeduid als nieuwe aanvoerder. Hij nam de aanvoerdersband over van Peter Niemeyer.

## Interlandcarrière
Lustenberger speelde 25 interlands voor Zwitserland –21, waarin hij twee keer scoorde. Onder leiding van bondscoach Ottmar Hitzfeld maakte hij zijn debuut voor de Zwitserse A-ploeg op 15 november 2013 in de vriendschappelijke uitwedstrijd tegen Zuid-Korea (2-1). Hij viel in dat duel na 45 minuten in voor Fabian Schär van FC Basel.

## Erelijst
| Competitie             |            |                           |
| Competitie             | Aantal     | Jaren                     |
| Hertha BSC             | Hertha BSC | Hertha BSC                |
| ---------------------- | ---------- | ------------------------- |
| Kampioen 2. Bundesliga | 2x         | 2010/11, 2012/13          |
| BSC Young Boys         |            |                           |
| Kampioen Super League  | 3x         | 2019/20, 2020/21, 2022/23 |
| Zwitserse voetbalbeker | 2x         | 2019/20, 2022/23          |